# Dieulefit
Dieulefit é uma comuna francesa na região administrativa de Auvérnia-Ródano-Alpes, no departamento de Drôme. Estende-se por uma área de 27,42 km². Em 2010 a comuna tinha 3 336 habitantes (densidade: 121,7 hab./km²).